# Myiagra oceanica
El monarca oceánico (Myiagra oceanica) es una especie de ave paseriforme de la familia Monarchidae endémica endémica de las islas Chuuk, en Micronesia.